# Riccò del Golfo di Spezia
Riccò del Golfo di Spezia – miejscowość i gmina we Włoszech, w regionie Liguria, w prowincji La Spezia.
Według danych na rok 2004 gminę zamieszkiwało 3358 osób, 93,3 os./km².